# Francombat
El francombat es un arte marcial francés, semejante al jiu-jitsu y creado en el año 1988 por Alain Basset y Dominique Dumolin. Este arte marcial se basa en la estrategia y en la comprensión del cuerpo humano. Sus instructores llevan ropas rojas y los otros estudiantes llevan de verdes. 
El francombat es practicado en el sur de Francia. Se puede encontrar escuelas de francombat en París, Burdeos, y Montpellier.
Según las personas que practican este deporte, la eficacia en el combate depende de tres factores: buena forma física, conocimiento de las técnicas y la estrategia, y buen control del estrés. El entrenamiento del francombat se basa en: 
- la práctica intensiva deportiva,
- el aprendizaje firme de la técnica de combate que siempre es colocada dentro de los límites de la estrategia que tiene una meta: la eficacia verdadera,
- el entrenamiento para enfrentarse con el estrés,
- el acercamiento de acuerdo con la ley.